# دانيال هوارد
دانيال هوارد (بالإنجليزية: Daniel Howard)‏ هو لاعب دوري الرغبي أمريكي وأسترالي، ولد في 13 ديسمبر 1984 في لوس أنجلوس في الولايات المتحدة.